# Léon M'ba

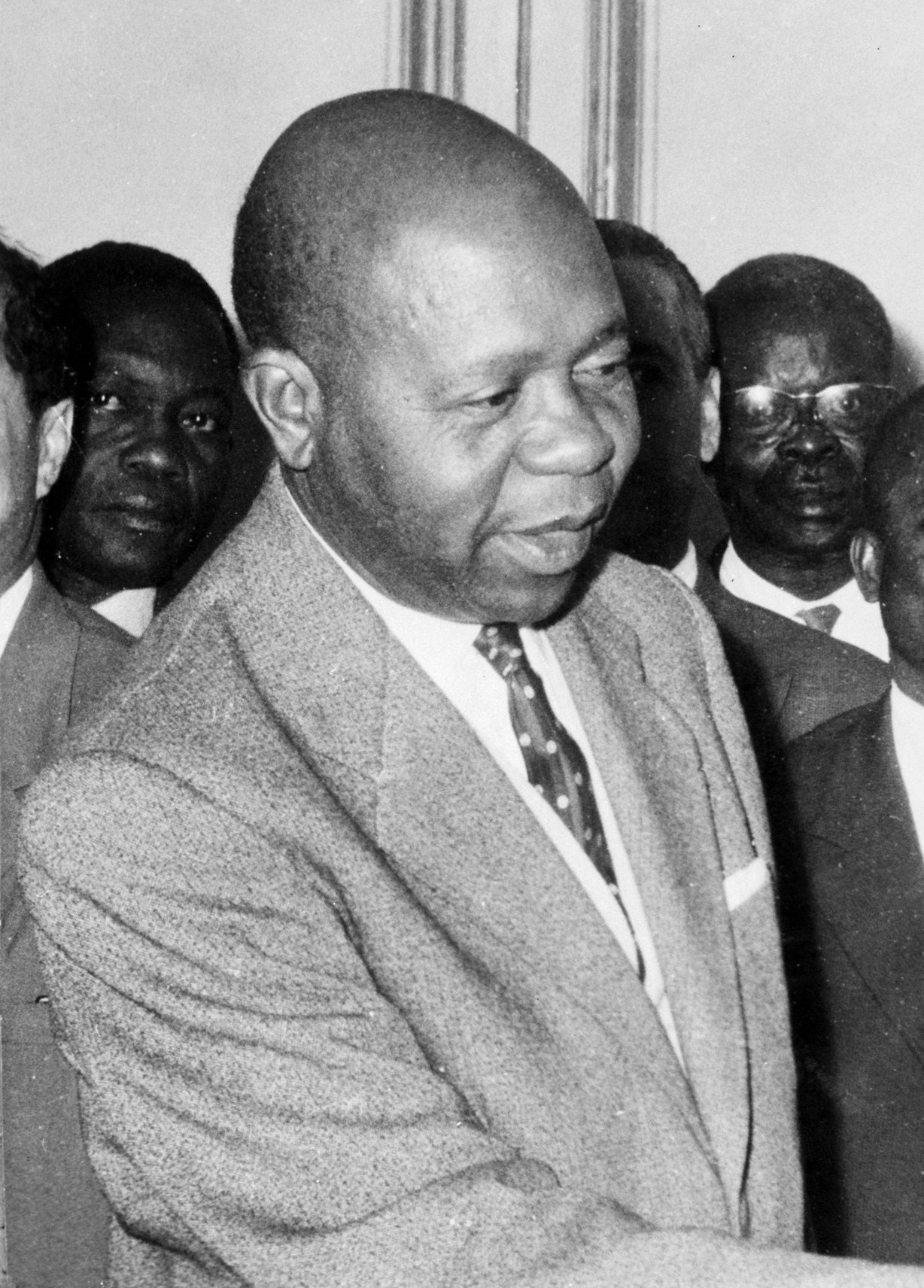
Léon M'ba, 1964.

Léon M'ba, född den 9 februari 1902 i Libreville, Gabon, död den 27 november 1967 i Paris, var politiker i Gabon och landets förste president.

## Biografi
M’ba var medlem av den etniska gruppen fangfolket, och föddes i en relativt privilegierad byfamilj. Efter studier vid ett seminarium, hade han ett antal småjobb innan han började i den koloniala administrationen som tullombud. Hans politiska aktivism till förmån för svarta människor oroade dock den franska förvaltningen, och som straff för sin verksamhet, dömdes han till ett fängelsestraff efter att ha begått en mindre brott, som normalt skulle ha lett till lite böter. 
År 1924 gav förvaltningen M'ba en andra chans och valde honom till chef för kantonen i Estuaireprovinsen. Efter att ha anklagats för delaktighet i mordet på en kvinna i närheten av Libreville, dömdes han 1931 till tre års fängelse och 10 år i exil. Även i exil i Oubangui-Chari, publicerade han arbeten som dokumenterar tribal sedvanerätt för Fangfolket. Han var anställd av lokala administratörer, och fick beröm från sina överordnade för sitt arbete. Han förblev dock en persona non grata i Gabon tills den franska koloniala administrationen slutligen tillät honom att återvända sitt hemland 1946.
År 1946 började M’ba sitt politiska avancemang och 1953 grundade han partiet Bloc Demacratique Gabonaise. Han utsågs till premiärminister den 21 maj 1957 och innehade detta ämbete till den 21 februari 1961. År 1958 tog han ett initiativ till att mera inkludera Gabon i det fransk-afrikanska gemenskapen än tidigare. Han utsågs till Gabons förste president efter självständigheten från Frankrike den 17 augusti 1960 och utövade efter hand sin makt under närmast diktatoriska former och med stark fransk lojalitet.
Hans politiska nemesis Jean-Hilaire Aubame tillträdde kortvarigt presidentposten genom en statskupp den 18 februari 1964 av militär personal ledd av löjtnant Jacques Mombo och Valere Essone, men ordningen var återställd några dagar senare när Frankrike ingrep. M'ba omvaldes i mars 1967, men dog i cancer i november 1967, och efterträddes av sin vicepresident, Albert-Bernard Bongo.